# Luis Alberto Lacalle Herrera

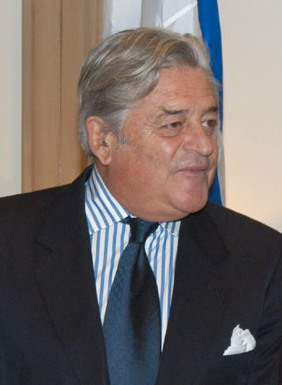
Luis Alberto Lacalle Herrera

Luis Alberto Lacalle Herrera, GCMG (* 13. Juli 1941 in Montevideo) ist Jurist und war vom 1. März 1990 bis zum 1. März 1995 der 36. Staatspräsident von Uruguay.

## Leben
Lacalle Herrera ist Enkelkind des berühmten Politikers Luis Alberto de Herrera (1873–1959). Er studierte Jura an der Universidad de la República in Montevideo. Im Alter von 17 Jahren begann er sich aktiv für Politik zu interessieren und trat der Partido Nacional bei. Nach seinem Studium bekleidete er viele politische Ämter, so war er Mitglied des Nationalen Komitees der Partido Nacional, dem Finanz-Komitee, dem Transportkomitee und dem öffentlichen Arbeitskomitee sowie Senator.
1987 wurde Lacalle zum Vizepräsidenten des Senats ernannt und am 19. Juli 1999 zum nationalen Vorsitzenden gewählt, der höchsten Position in der Partido Nacional. Als größter Erfolg während seiner Präsidentschaft ist die Schaffung des gemeinsamen Marktes Mercosur, zusammen mit den Präsidenten Carlos Menem, Argentinien, Fernando Collor de Mello, Brasilien und Andrés Rodríguez aus Paraguay anzusehen.
Lacalle Herrera ist Mitglied im Club of Rome. Er ist verheiratet mit Julia Pou, sie haben drei gemeinsame Kinder: Pilar, Luis Alberto (Präsident seit 2020) und Juan José.

## Ehrungen
Für seine Tätigkeiten erhielt Lacalle die Ehrendoktorwürde von:
- Universidad Complutense in Madrid
- Hebräische Universität in Jerusalem
- Universidad Autónoma in Guadalajara in Mexiko
- Universidad Nacional in Paraguay